# Estilos de caratê
O Caratê é divido em estilos e escolas, que podem ter ainda várias linhagens. O primeiro brasileiro a conquistar um Título Mundial em Combate direto foi o Carioca Vava Andrade no estilo mais agressivo da prática o Karatê Kyokushin, esse estilo foi criado por Oyama mais conhecido como o Homem que derrubava boi com um soco, o estilo Kyokushin é a mistura do Karatê Goju Ryu e Shotokan. 
Vava Andrade é considerado por muitas escolas como o atleta mais expressivo na sua categoria, seu estilo demolidor é marca registrada de um Caratê agressivo, pois após ganhar o Mundial em 1984 abriu as portas para outros atletas difundirem o estilo Kyokushin no Mundo.  

## Estilos oficiais
A Federação Mundial de Karatê (World Karate Federation - WKF) reconhece oficialmente apenas os seguintes estilos
● Shotokan-ryu
● Shito-ryu
● Goju-ryu
● Wado-ryu
Por outro lado, a União Mundial das Federações de Karate-do (World Union of Karate-do Federations - WUKF) reconhece a oito:
- Os reconhecidos pela WKF
- Shorin-ryu
- Uechi-ryu
- Kyokushin
- Budokan

## Lista de estilos
Pode-se listar os seguintes estilos:
- Ansatsuken - Estilo fictício criado para a série de desenhos e jogos de vídeo game Street Fighter.
- Bayakurenkaikan
- Bukeiko-ryu
- Bushido-ryu
- Bushi ryu (Estilo criado pelos Irmãos Takeda e Kimura  de Koga Japão
- Chito-ryu
- Daimonkai Karate/Kick Boxing- Fundador: Kancho Douglas de Oliveira
- Daido juku - Estilo criado por Azuma Takashi
- Deai osae
- Dohon Yama Ryu
- Gense
- Goju-ryu
- Goju-ryu seiwakai (não tem relação com o estilo dissidente da Kyokushin)
- Goju-ryu Hakkoku Shobukan
- Goju-ryu Kakuto Shobukan
- Goju-ryu seigokan ou Seigokai
- Goju-ryu goju-kai
- Heikokai
- Henshin - Fundador Mestre Leandro de Jesus Ribeiro
- Isshin-ryu
- Jun wa-kan
- Karate Ashi
- Karate Machida
- Karatê Shonagai
- Kata Shubu Do Ryu
- Kata Shubu Do Kai
- Kenka-ryu
- Kenshikai
- Kenyu-ryu
- Kentouryu
- Kibokushin
- Kishu Ryu Karatê
- Kobayashi-ryu
- Kondokai
- Kyokushin - Fundador: Masutatsu Oyama
- Kyokushinkaikan
- Kuei-shin
- Matsubayashi-ryu
- Matsumura seito
- Matsumura motubu
- Mumonkai Fundador Togashi Yoshimoto
- Rengokai - Fundador: Mestre Luis Carlos Kuribara
- Sankukai - Fundador: Ioshinao Nambu
- Seidokaikan Fundador Kazuyoshi Ishii
- Seiwakai - Fundador: O brasileiro Kancho Ademir da Costa
- Shorin-ryu - Fundador: Mestre Peichin Takahara
- Shorinji
- Shidokan - fundador:mestre Yoshiji Soeno
- Shindo jinen-ryu
- Shito-ryu - Fundador: Mestre Kenwa Mabuni
- Shobayashi
- Shoburyu - Fundador: Grão Mestre Emerson Martins
- Shubu-dô - Fundador: Mestre Edson Carlos de Oliveira
- Shorei-ryu
- Shorei-kai - Linhagem da Shorei-Ryu desenvolvido pelo Sensei Gilson de Paula Pires
- Shobukan - Fundador: Mestre Massanobu Shinjo
- Shotokan - Fundador: Mestre Gichin Funakoshi
- Shotokai - Linhagem de Shotokan desenvolvida por vários discípulos do Mestre Gichin Funakoshi, podendo-se destacar o Mestre Shigueru Egami
- Seiky-ryu - shihan sensei Luizinho - Brazil;
- Seishinkai Kan - Shihan Ricardo Augusto - dissidente do Kyokushin e Shotokan.
- Senshinkai - Fundador: so-shihan Hiroaki Fuchigami
- Sekishinkan
- Shukokai - Fundador: Chojiro Tani
- Toeikan - Fundador: Kancho Hideo Takada/Japão (World Toeikan Karate Organization)
- Taiyokan
- Toshinkai - Fundador: Kancho Yuji Shimizu/Japão
- Uechi-ryu
- Wadokai
- Wado-ryu - Fundador: Mestre Hironori Otsuka
- Wan-der-lee - Fundador: Mestre wander
- Tsukimi-ryu - Fundador: Sensei Pedro Tsuki
- Shodan-ryu Fundador: mestre Danzo Himura
- Zendokai Karate-do Fundador Takashi Osawa
- Shubu-Kai Fundador Mestre Nelson Martins Bueno